# Вільгельм Ріхтер
Вільгельм Ріхтер (нім. Wilhelm Richter; 17 вересня 1892, Гіршберг — 4 лютого 1971, Рендсбург) — німецький воєначальник, генерал-лейтенант вермахту. Кавалер Німецького хреста в золоті.

## Біографія
Син обербургомістра Гіршберга і Франкфурта-на-Одері Георга Ріхтера і його дружини Ельзи, уродженої Гоффманн. 7 березня 1913 року вступив в армію. Учасник Першої світової війни. Після демобілізації армії залишений в рейхсвері. З 1 квітня 1939 року — командир 30-го артилерійського полку. Учасник Польської і Французької кампаній, а також Німецько-радянської війни. З 20 вересня 1941 по 22 грудня 1942 року — артилерійський командир 35. 18 січня 1943 року відряджений на курс командира дивізії в училище танкових військ Вюнсдорфа. З 7 лютого 1943 року — заступник командира 4-ї авіапольової дивізії. З 1 квітня 1943 по травень 1944, з 10 червня по 14 серпня і з 1 по 7 вересня 1944 року — командир 716-ї піхотної дивізії. 10 січня 1945 року відряджений до артилерійського командира в Норвегії. З 20 лютого 1945 року — командир 14-ї авіапольової дивізії. 8 травня 1945 року взятий в полон союзниками. 30 липня 1948 року звільнений.

## Звання
- Фанен-юнкер (7 березня 1913)
- Фенріх (20 листопада 1913)
- Лейтенант (18 червня 1914; патент від 23 червня 1912)
- Оберлейтенант (6 листопада 1917)
- Гауптман (1 грудня 1925)
- Майор (1 червня 1934)
- Оберстлейтенант (1 жовтня 1936)
- Оберст (1 серпня 1939)
- Генерал-майор (1 березня 1943)
- Генерал-лейтенант (1 квітня 1944)

## Нагороди
- Залізний хрест 2-го і 1-го класу
- Нагрудний знак «За поранення» в чорному
- Почесний хрест ветерана війни з мечами
- Медаль «За вислугу років у Вермахті» 4-го, 3-го, 2-го і 1-го класу (25 років)
- Застібка до Залізного хреста
  - 2-го класу (21 вересня 1939)
  - 1-го класу (12 листопада 1939)
- Медаль «За зимову кампанію на Сході 1941/42» (10 липня 1942)
- Німецький хрест в золоті (11 лютого 1943)